# Seo Jeong-in
Pour les articles homonymes, voir Seo.
Seo Jeong-in (en hangeul : 서정인), né le 20 décembre 1936 à Suncheon (province de Jeolla du Sud, Corée colonisée, Empire du Japon) et mort le 14 avril 2025, est un écrivain sud-coréen.

## Biographie
Seo Jeong-in est né le 20 décembre 1936 à Suncheon (province de Jeollanam-do, Corée colonisée, Empire du Japon). Il poursuit ses études supérieures en littérature anglaise à l'université nationale de Séoul, et fait ses débuts littéraires en 1962, lorsque sa nouvelle Transféré vers l'arrière (Husong) se voit décerner le Prix du Nouvel écrivain par la revue Monde des pensées (Sasanggye). Il a également travaillé en tant que professeur d'anglais à l'université nationale de Chonbuk.

## Œuvre
Seo Jeong-in écrit essentiellement pour mener à bien une critique d'ordre social, expérimentant parfois des genres formels pour pointer du doigts les horreurs de la vie moderne. Il a commencé sa carrière de romancier avec son récit Transféré vers l'arrière (Husong), histoire qui tourne autour de l'angoisse existentielle et du syndrome de Menière. Tel un labyrinthe, il montre comment l'exploration libre des chemins possibles dans la vie peut aboutir à des voies barrées. Ces premières œuvres sont fortement imprégnées par l'existentialisme, et se concentrent sur les questions de l'existence humaine prise dans les limites d'un quotidien en manque de spiritualité. L'un des récits les plus connus de sa période classique, période où il travaillait consciencieusement sur l'esthétique formelle de la nouvelle, est son récit Une rivière (Gang), qui raconte les rebondissements prévisibles d'une vie dénuée de sens et solitaire dans un monde qui nie le rêve de la beauté.
Bien qu'il y ait une certaine diversité dans les sujets qu'il traite, ses œuvres partagent la préoccupation sous-jacente de l'insensibilité croissante dans les sociétés modernes à la violence sous toutes ses formes et l'indifférence face à la souffrance d'autrui. Au fil des ans, cependant, le ton très critique de ses œuvres s'est relativement adouci. La couleur de l'eau, la forme de cette ombre (Mulgyeori noldeon nal) publié en 1996 marque un tournant dans les conceptions de l'auteur, qui passe d'une analyse froide et sans concession à une analyse plus chaleureuse et compatissante de la modernité. La couleur de l'eau, la forme de cette ombre est une histoire émouvante sur les difficultés d'une famille et sur l'amour maternel, explorant également les effets secondaires de l'industrialisation rapide en Corée du Sud.

## Publications

### Nouvelles
- 토요일과 금요일 사이 Entre vendredi et samedi (1980)
- 철쭉제 Le festival des azalées (1982)
- 붕어 Le carassin  (1994)
- 가위, Les ciseaux (1987)

### Romans
- 달궁 Dalgung, 3 volumes (1987–1990)
- 봄꽃 가을열매, Fleurs de printemps et fruits d'automne (1991)
- 베네치아에서 만난 사람 Une rencontre à Venise (1998)
- 용병대장 Le mercenaire (2000)

## Récompenses
- 1983 : Prix Woltan pour Le festival des azalées
- 1999 : Prix Daesan pour Une rencontre à Venise